# Unterköblitz (Wernberg-Köblitz)
Unterköblitz ist ein Ortsteil der oberpfälzischen Marktgemeinde Wernberg-Köblitz im Landkreis Schwandorf des Regierungsbezirks Oberpfalz im Freistaat Bayern.

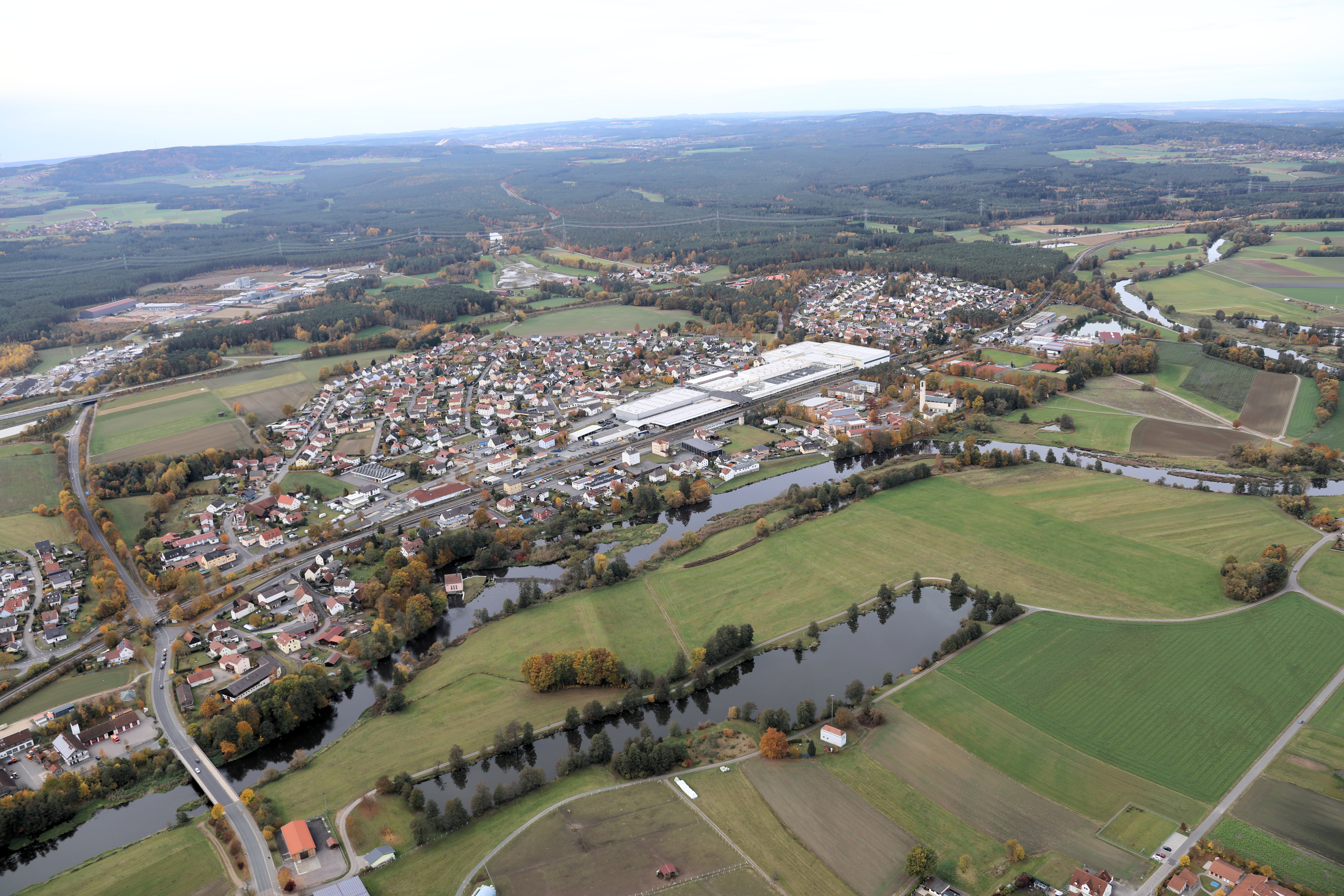
Unterköblitz (2023)

## Geographie
Unterköblitz liegt knapp 1 Kilometer westlich von Oberköblitz und der Burg Wernberg, unmittelbar an der Westseite der Naab, sowie drei Kilometer nördlich des Autobahnkreuzes Oberpfälzer Wald. Westlich von Unterköblitz schloss sich bei Kettnitzmühle im früheren Neunaigener Forst der ehemalige Leuchtenberger Jagdbogen aus der ersten Hälfte des 17. Jahrhunderts an.

## Etymologie
Zur etymologischen Erläuterung siehe beim Ortsteil Oberköblitz. Der Ort Unterköblitz taucht historisch sowohl als Unterköblitz, als auch als Niedernköblitz auf. Die landläufige Bezeichnung des Volksmundes „Sand“ findet sich erstmals 1621 als „ufm Sand“ in den Oberköblitzer Kirchenrechnungen. Namengebend dürften die reichen rotbraunen Bausandvorkommen gewesen sein. Vor dem Ersten Weltkrieg wurde z. B. vom Bahnhof Wernberg aus täglich ein mit Sand beladener Güterzug abgefertigt.
Als im Jahr 1862 die Eisenbahn gebaut wurde, nannte man den Bahnhof nach dem bekannteren Ort Bahnhof Wernberg, obwohl er in Unterköblitz lag.
Das nach dem Zweiten Weltkrieg an den Sandgruben im Wald 1 km westlich von Unterköblitz entstandene Anwesen Waldfrieden ist aus der einsamen und ehemals ruhigen Lage aus den Wörtern Wald und Frieden abzuleiten.

## Geschichte und Entwicklung
Die Ortsbezeichnungen und Lagen Oberköblitz und Unterköblitz sprechen für eine weite Streusiedlung zur Landnahmezeit, die erst durch das kirchliche Zentrum in Oberköblitz dörflichen Charakter entwickelte. Durch die Altstraße über Amberg und Sulzbach nach Kemnath und weiter über Saltendorf herunter an die Naab dürfte der Naabübergang und eine Furt bei Unterköblitz seit jeher bekannt gewesen sein. Für eine einfachere Flussüberquerung bei Oberköblitz spricht nicht nur die gerade Streckenführung von Holzhammer über Kettnitzmühle ins Kirchdorf, sondern auch die flacher zum Wasser führende Straße. Gerade bei höheren Wasserständen konnte das entscheidend sein. Nicht zuletzt findet sich 1502 für das Fischwasser an der Naab bei Wernberg die Bezeichnung „Reissendfurt“.
Paulsdorfer und Nothaft
Die Paulsdorfer und Nothaft legten starken Wert auf den Erhalt ihrer Fischrechte. Wohl aus der Zeit des Kaufes der Burg Wernberg 1280 hatte die Familie Paulsdorfer Rechte am Fischwasser zu Köblitz erworben. Fischer gab es zwar auch in Oberköblitz (Haus Nr. 18), aber es dürfte sich beim Paulsdorfer Besitz um den Hof bzw. das Fischwasser in Nieder Köblitz (Unterköblitz, Haus Nr. 12) gehandelt haben.
Das zugehörige Fischrecht von Unterköblitz reichte bis zum Fischrecht von Pfreimd bei der Stauanlage bei Iffelsdorf. Zum Vergleich: Das Oberköblitzer Fischrecht umfasste den Ehenbach bis zur Landesgrenze bei Kettnitzmühle und ging hinauf bis zur Naabmühle bei Grünau. Das Unterköblitzer Fischrecht bestand mindestens bis Anfang des 15. Jahrhunderts und wurde in der Flurbereinigung zwischen den Nothaft von Wernberg und Leuchtenbergern am 22. September 1414 bestätigt. Schon am 20. Dezember 1390 hatte der Tännesberger Doberhoz Paulsdorfer an seinen Oheim[1] Gilg den Murher aus Nabburg mit Wissen Heinrich Nothafts von Wernberg sein Fischwasser zu Köblitz um 94 gute ungarische Gulden verkauft. Alleine daraus lässt sich überschlagen, dass der Unterköblitzer Fischer etwa einen Zentner Fisch als Ertrag bei der zuständigen Herrschaft abzuliefern hatte. Es dauerte nicht lange, bis dieses Recht in den Händen der Nothaft war.
Ein paar frühe Namen: 1420 wird als Fischer Konrad Insawr urkundlich, 1475 erscheint Ulrich Vischer, als er die Erbrechtsgerechtigkeit auf der Taferne, genannt Schithütten kaufte. Er war zugleich 1482, längstens bis 1487, zusätzlich nothaftischer Richter zu Luhe. 1518 kaufte der Niederköblitzer Hans Fridlpaur von der Witwe des verstorbenen Mathes Fischer von Oberköblitz deren Erbrecht auf die Oberköblitzer Hofstätte samt dem Fischwasser am Ehenbach.
Unterköblitz und der Hammer in Diebrunn: Es war wohl eine der Wirtschaftsfördermaßnahmen, als die beiden Brüder Heinrich und Albrecht Nothaft am 9. Februar 1400 ein Gut in Niederköblitz an den Amberger Bürger „Erhart der Stüchs“ verkauften. Dahinter kann sich möglicherweise der seit 1394 in Diebrunn wirtschaftende Hammerherr Erhart Wollentshofer verbergen, der das Amberger Bürgerrecht besaß. Damit wäre ein Hof in Unterköblitz als Versorgungsgut für den Hammerbetrieb anzusehen, zumindest so lange, bis der Steinshof oberhalb Diebrunn durch den Hammermeister erworben wurde.
1509 ging dann Unterköblitz (mit Ausnahme eines Hofes) mit der Herrschaft Wernberg an den verschwägerte Familie Wispeck, und von dieser 1530 an die Landgrafen von Leuchtenberg.
Leuchtenberger Zeit
Zwischen Unterköblitz und dem seit 1470 langsam wachsenden Ort Schütthütten bestanden immer enge Beziehungen. Es gab Wechselwirkungen. Dazu gehört die Marktentwicklung von Wernberg (1560–1592), aber auch insbesondere der stabile Brückenneubau zwischen Schütthütten und Wernberg um 1589, für den 1594 ein separater Zoll durchgesetzt werden konnte. Gerade für den Fernverkehr entfiel damit ein erhebliches Risiko, besonders in Hoch- und Schmelzwasserzeiten. Nachdem der Flussübergang bei Oberköblitz mit dem Brückenbau an Bedeutung verloren hatte und sich der Verkehr neu orientierte, entstanden die beiden typischen Knicke in der Straßenführung in Unterköblitz. Man wich kurz nach Kettnitzmühle nach Süden zur neuen Brücke aus. Während des beginnenden Dreißigjährigen Krieges wurde diese Strecke nicht nur Postlinie, sondern auch primär zur Versorgungstrasse für die bei Pilsen und Waidhaus stehenden Mansfelder Truppen. Für Wirte, Handwerker und Kleinhandelstreibende, aber auch für Bauern mit Vorspann- und Transportdiensten konnte das durchaus ein Geschäft sein. Es bestand, nachdem Kriegszeiten waren, jedoch immer das Risiko der Ausraubung. Ein Beispiel ist der Sandmüllner Balthasar Zengler an der Naabbrücke in Unterköblitz, der um 1620 auch das Gasthaus zur Schütthütten betrieb. Er führte um diese Zeit dem Grafen von Mansfeld eine Weinladung nach Pilsen zu und nahm als Rückfracht vier Geschütze der Kurpfalz, dazu 3 Reiswagen, mehrere Hopfensäcke und Geld mit. Am 19. Januar 1619 wurde er jedoch Opfer. Als er in seiner Behausung in Unterköblitz Halt machte, ließ in der Wernberger Pfleger Kürmreuth die Waren abnehmen. Erst die Intervention der Kurpfalz beim Landgrafen erwirkte die Freigabe. Im Juli 1621 fiel Balthasar Zengler erneut auf, als er durch die Plünderung auf der Straße einen Schaden von 3.000 Gulden erlitten hatte. Das entsprach bei einem damals durchschnittlichen Jahreseinkommen von 60 Gulden rund 50 Jahreseinkommen. Es muss sich also um Geschäfte im großen Stil gehandelt haben. Nachdem er vom Landgrafen für sein illegales Tun weitere 3.000 Gulden Strafe bekam, flüchtete er ins „Ausland“ nach Weiden, wurde jedoch spätestens 1630 wieder rehabilitiert. Letztlich überwogen dann zunehmend mit fortschreitendem Krieg die Risiken, Drangsale und Plünderungen.
Als die Amberger Regierung am 14. Januar 1639 die vorhandenen Haushaltungen für die Zuweisung von Winterquartieren für mehrere Regimenter aufnehmen ließ, wurden für Unterköblit noch 3 Haushaltungen gemeldet.
Als die Landgrafen von Leuchtenberg 1646 ausstarben, wurde unter den böhmischen Lehen, also zur Herrschaft Wernberg zugehörig, in Niedernköblitz" ein Hof und eine Mühle genannt. Das Amt Nabburg hatte noch am Ende des 18. Jahrhunderts (1793/94) in Unterköblitz 1 Anwesen, das den Zehent zum Kloster Waldsassen reichte, ausgewiesen. Es handelte sich um den 1/1 Hof des "Riesbauern", der als ganzer Hof zur Hofmark Damelsdorf gehörte.
Wittelsbacher Zeit
Die Kirche St. Emmeram in Oberköblitz hatte in Unterköblitz über den gesamten Zeitraum der vorliegenden Kirchenrechnungen von 1573 bis ins ausgehende 18. Jahrhundert 2 Höfe in Unterköblitz, die als Lehen ausgegeben wurden und entsprechenden Ertrag abwarfen. Dazu kam die Wiese am Ehenbach.
Gerade in der Wittelsbacher Zeit sind immer wieder Wechselbeziehungen zwischen Personen in Unterköblitz und in Schütthütten feststellbar. Eine dieser Familien waren die Rieder, die von 1658 bis 1773 im Raum Wernberg-Unterköblitz sesshaft war. Der 1658 geborene Conrad Rieder hatte den damaligen Lehrberuf „Arzt“. Er besaß einen Hof in Unterköblitz und betrieb in Schütthütten auf dem Anwesen Haus Nr. 47 am westlichen Ortseingang eine Garküche mit Schank und Braurecht. Seine Stiftung am Ende seines Lebens um 1700 war ein wesentlicher Teil zur Finanzierung der Osterweiterung der Kirche St. Anna in Wernberg. Sein Sohn, ebenfalls Conrad Rieder, führte die Arzt und Garküchentradition seines Vaters fort. Er war es, der mit seiner Stiftung auf dem Wernberger Weg zur Pfarrkirche Oberköblitz, an der damaligen Dreifaltigkeitskapelle einen Kalvarienberg mit Passionsstationen neu errichten und in Unterköblitz „Maria-Hilf-Kästchen“ aufstellen ließ. Sein Vermächtnis und seine Stiftung war es, die 1734/35 zum Neubau der baufälligen Dreifaltigkeitskapelle führte. Die Familie hat einen bleibenden Eindruck hinterlassen, der sich im Hausnamen „Rieder“ in Wernberg bis heute erhalten hat.
Nachdem im Jahr 1729 die Verehrung des Heiligen Nepomuk als leuchtenbergischer Landespatron angeordnet worden war, taucht 1736 erstmals eine St. Nepomuk-Kapelle direkt an der Naabbrücke in Unterköblitz auf. Opfergeldeinnahmen aus dieser Kapelle sind bis zum Ende des 18. Jahrhunderts nachzuweisen. Möglicherweise fiel diese Kapelle der Säkularisation zum Opfer, nach dem sie bei der Urvermessung Anfang des 19. Jahrhunderts nicht mehr bestand.
Gemeindebildung
Kurz vor der Auflösung des Pflegamtes Wernberg finden sich um 1800 in der Beschreibung für Unterköblitz 12 Anwesen, 1 zu 1/1, 9 zu je 1/2, 1 zu 1/16, 1 Hirtenhaus. Bei der Kommunalorganisation Anfang des 19. Jahrhunderts bestand der Steuerdistrikt Unterköblitz aus den Dörfern Unterköblitz und Kettnitzmühle, dem Schlösschen des Anton Hiller und der königliche Waldung, Leuchtenberger Forst genannt. Er umfasste 30 Häuser und 128 Seelen. Das Grundvermögen war 200 Morgen Äcker, 70 Morgen Wiesen, 90 Morgen Holz, 30 Morgen öde Gründe und Wege. Der Viehbestand wurde ermittelt mit 2 Pferden, 30 Ochsen, 33 Kühen, 46 Stück Jungvieh, 40 Schafen und 22 Schweinen.
Als dann 1811 Obmannschaften gebildet wurden, kam Unterköblitz zur Obmannschaft Oberköblitz. Mit der Veröffentlichung des Ediktes vom 23. Juni 1818 zur Bildung der Gemeinden lag am 14. Juni 1819 das erste Verzeichnis für das Landgericht Nabburg vor. 12 Familien aus Unterköblitz waren nun Teil der Gemeinde Oberköblitz.
Die weitere Gemeindeentwicklung einschließlich der Gebietsreform ist mit der Gemeinde Oberköblitz verbunden.
Eisenbahnbau
Der Eisenbahnbau durch die Ostbahngesellschaft Mitte des 19. Jahrhunderts war ein Einschnitt, nicht nur für den Ort Unterköblitz. Für die Verbindung zwischen Irrenlohe und Weiden wurden von Wernberg aus 41 % der Trasse mit 37 % der Kosten einschließlich der Bahnhofsgebäude in Nabburg, Pfreimd, Wernberg und Luhe projektiert. Auf der 41 Kilometer langen Strecke wurden täglich etwa 160–170 Meter Gleise gebaut.  Die Strecke war zuerst eingleisig gebaut. Erst im Jahr 1894 erfolgte der Ausbau des zweiten Gleises. In diesem Zusammenhang wurde auch der heute noch bestehende eiserne Übergangssteg gebaut. Der alte seit 1585 nachweisbare Hof „beim Riesbauern“ in Unterköblitz musste weichen und wurde 100 Meter weiter westlich neu aufgebaut. Die Haltestelle in Unterköblitz wurde nach dem bekannteren Ort „Bahnhof Wernberg“ genannt.
Als 1863 die Ostbahnlinie einen regelmäßigen Fahrbetrieb aufnahm änderte sich nicht nur der Postverkehr auf der Naabtalstrecke, also in Nord-Süd-Richtung. Einen Teil des Postzustelldienstes übernahm sehr bald der Wirt des neu angesiedelten Gasthofes zur Eisenbahn, Peter Sperl. 1903 hieß es bereits im Amtshandbuch für den Regierungsbezirk Oberpfalz: „Postagentur in Wernberg I, zusätzlich mit dem Bahndienst vereinigt Wernberg II“.  Es gab also von Anfang an zwei Postadressen. Zwischen 1917 und 1929 übernahm Sperl dann auch noch den Postdienst mit der Postkutsche für Personenverkehr und Postgut zwischen dem Gasthof „Zur Eisenbahn“ und Leuchtenberg (zweispännig) und auf der Strecke nach Kemnath bei Neunaigen (einspännig).
Ansiedlung der Glasfabrik Sigla und die Möbel Maier
Seit 1938 hatte sich die Sicherheitsglas-GmbH (Sigla, später Detag) aus Kunzendorf/Niederlausitz (jetzt Polen) mit einem Zweigwerk in Unterköblitz angesiedelt. Diese Fabrik war für Heimatvertriebene Anlaufpunkt im vertrauten Gewerbe und bot Beschäftigungsmöglichkeiten. Nachdem sich kurz nach dem 2. Weltkrieg auch noch der Möbelfabrikant Max Meier angesiedelt hatte, wurde dieser Effekt noch verstärkt. Ganze Siedlungen entstanden in kürzester Zeit neu. Beispiele sind: Ab 1949 die Detagsiedlung, ab 1954 die Rabenbühlsiedlung, ab 1954 zusätzlich die Siedlung am Neunaigener Weg, ab 1957 der Lückenschluss am Fischberg, ab 1959 die Feistenbachsiedlung, ab 1964 die Siedlungen in Mitterköblitz, ab 1966 die Feistelholzsiedlung, ab 1969 Rabenbühl.
Gebietsreform
Im Zuge der Gebietsreform ging Unterköblitz zwischen 1972 und 1978 mit der Gemeinde Oberköblitz im heutigen Markt Wernberg-Köblitz auf. Für die Neuorganisation darf dabei die Ausstrahlung des Werkes Detag nicht unterschätzt werden.

## Bilder

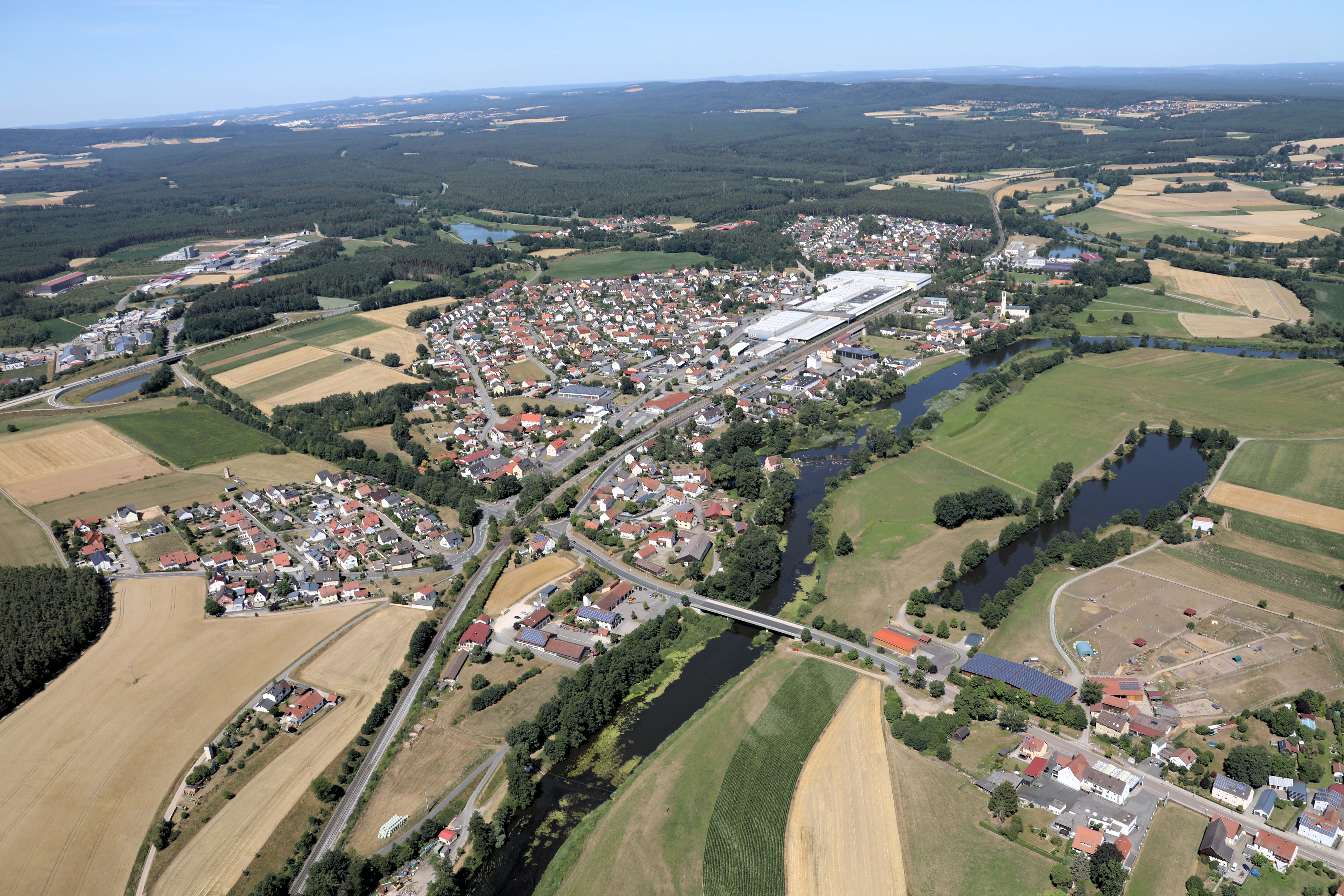
Unterköblitz (2022)
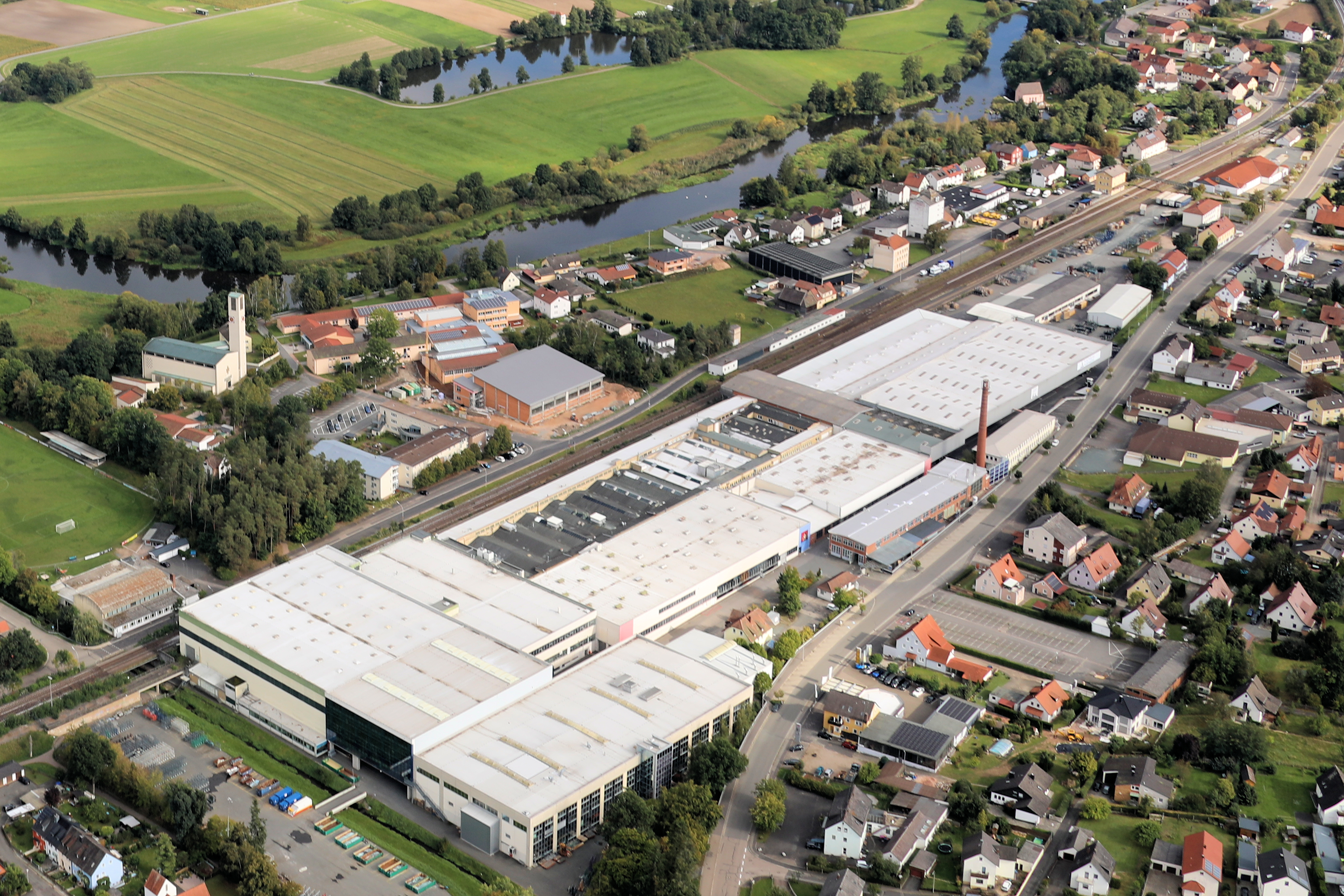
Flachglas Wernberg (2023)
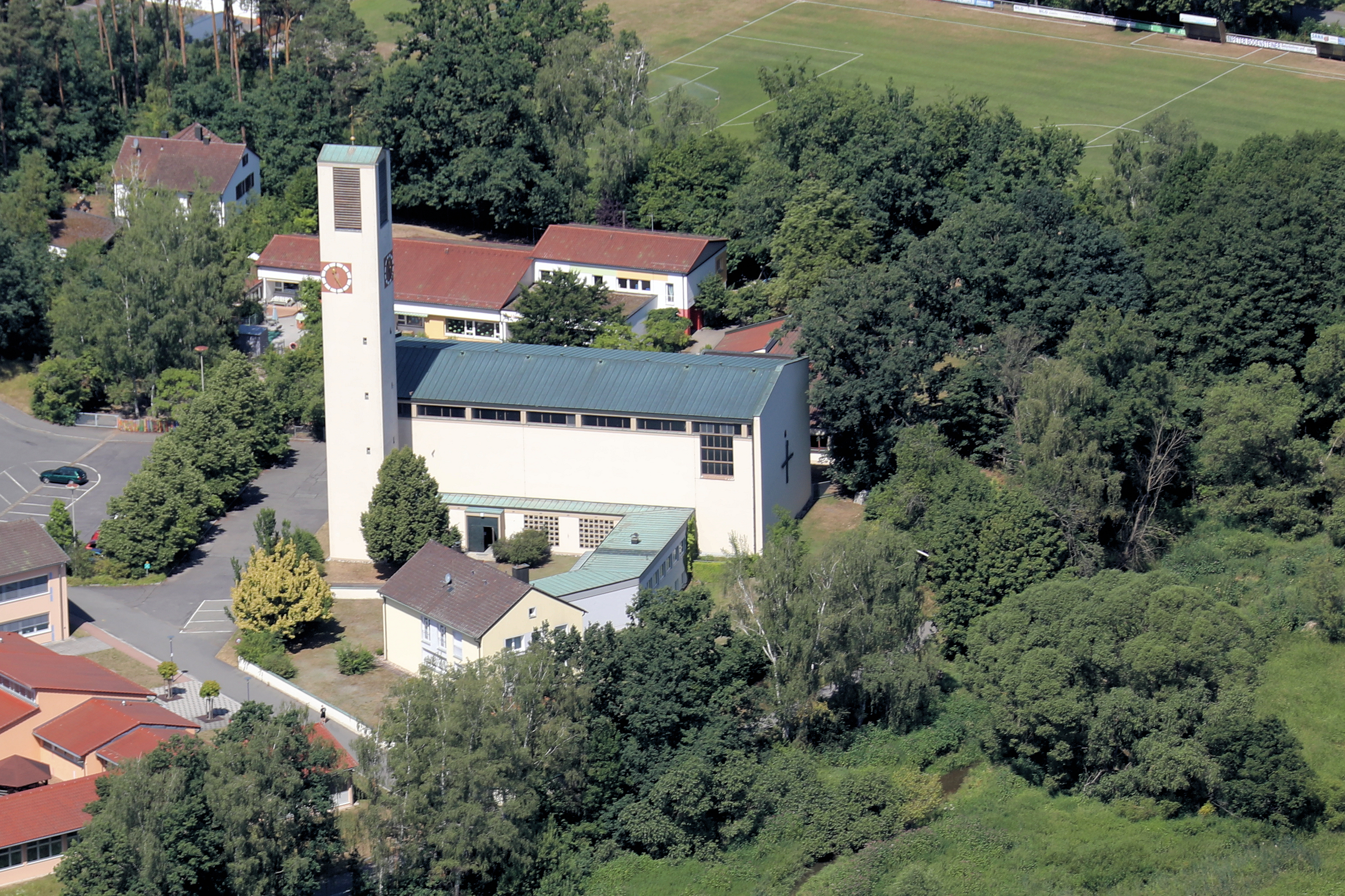
Kirche St. Josef (2022)
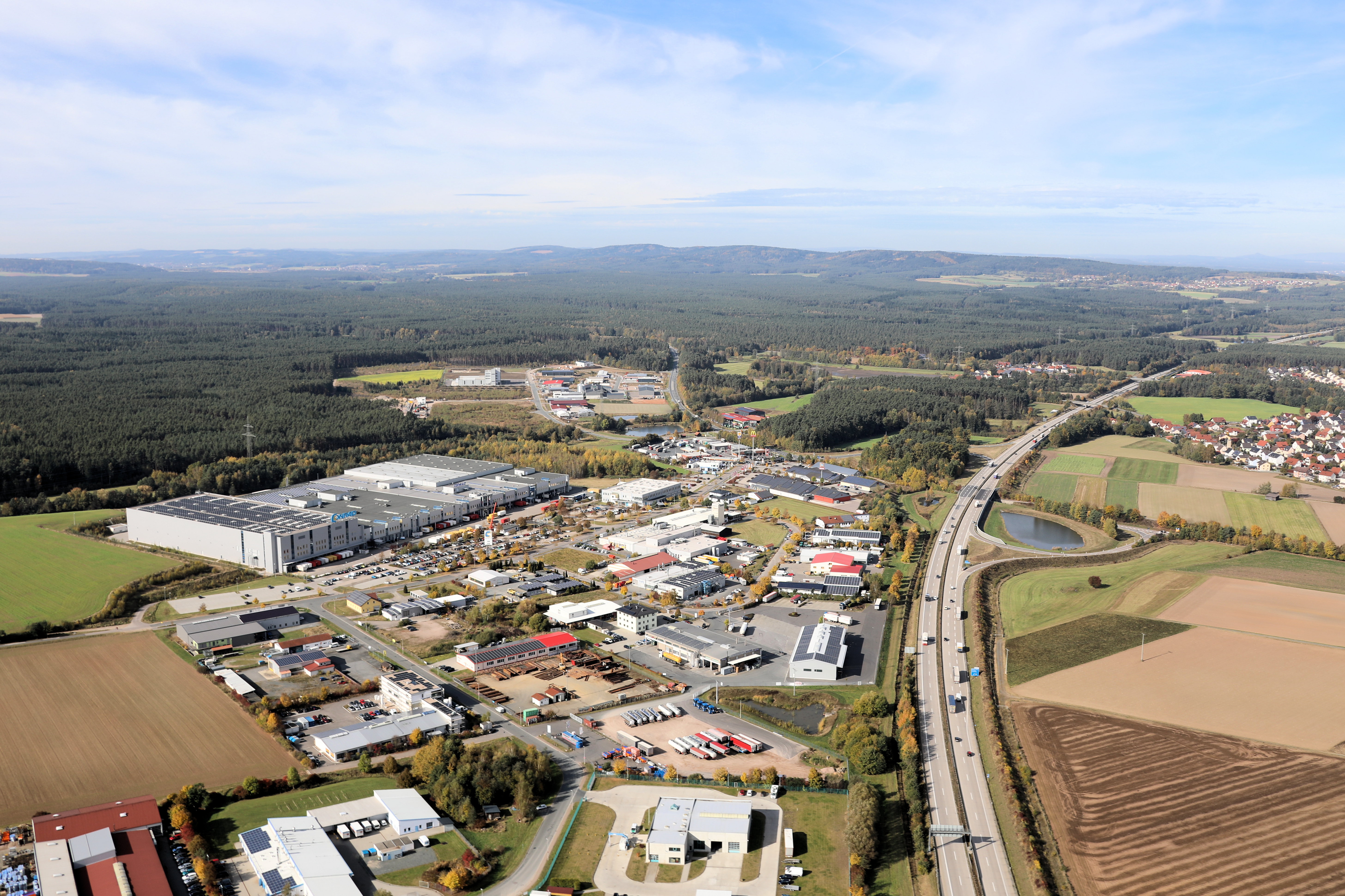
Industriegebiet (2021)
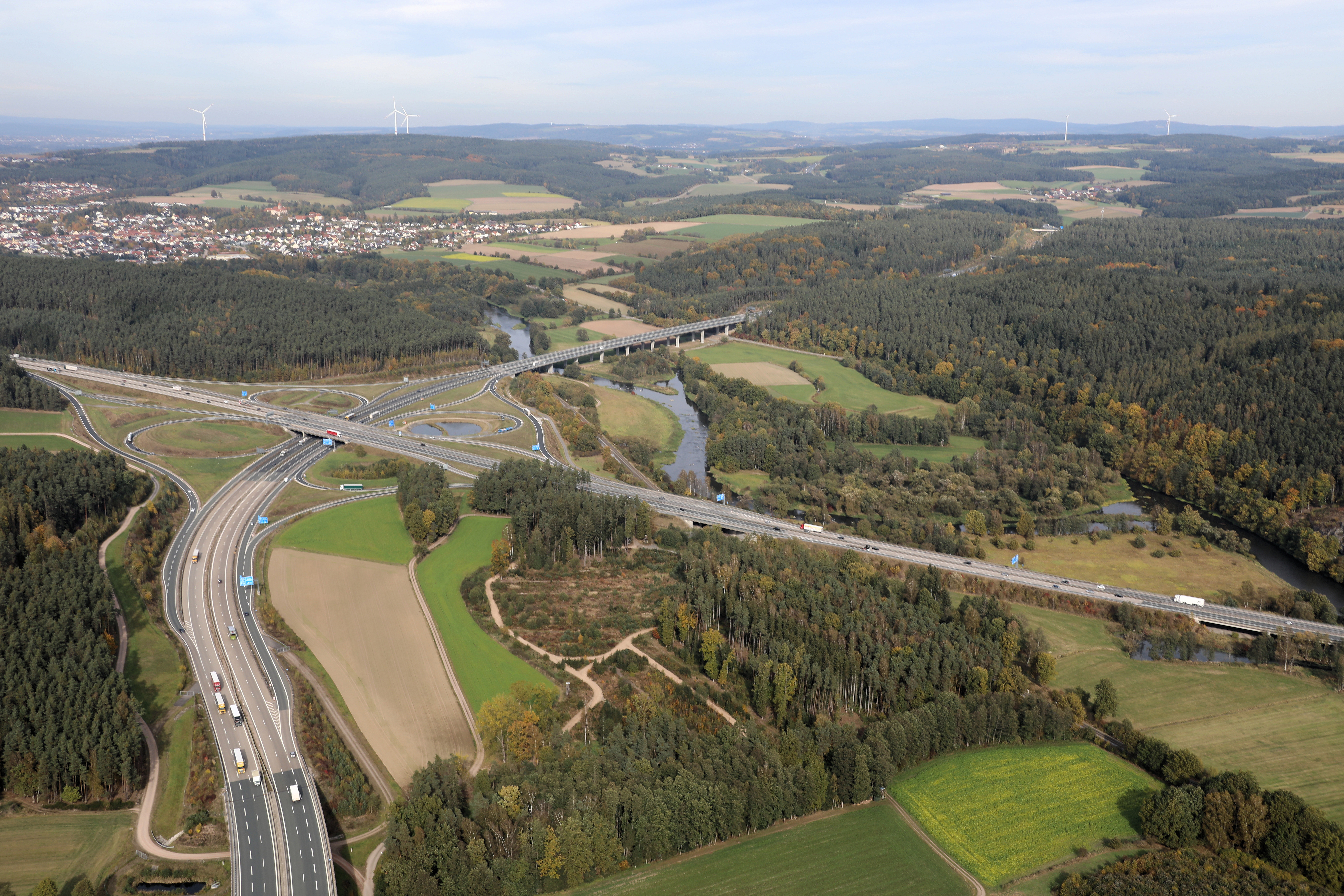
Autobahnkreuz Oberpfälzer Wald (2021)

Neue Wirtschaftsimpulse durch den Autobahnbau
Der Autobahnbau mit dem Oberpfalzkreuz 3 km südlich von Wernberg-Köblitz, verbunden mit der Ansiedlung des Versandzentrums des Elektronik-Versenders Fa. Conrad waren kurz vor der Wende zum 21. Jahrhundert die Grundlage der westlich von Unterköblitz entstandenen Industrieflächen.
Ortsgröße
Für 1279 lässt sich ein Anwesen nachweisen. 1470 sind drei Anwesen nachweisbar, ein halbes Jahrhundert später, 1530 sieben. Bis zum Jahr 1800 war die   Zahl auf 12 Anwesen angewachsen und die Ortsgröße blieb mit rund 75 Einwohnern bis 1860 weitgehend stabil. Bereits mit dem Eisenbahnbau stieg die Zahl der Einwohner. 1885 war sie bereits bei 159 und blieb in dieser Größenordnung bis zum Beginn des Ersten Weltkrieges. Durch den erheblichen Zuzug Heimatvertriebener war die Bevölkerung 1950 bereits auf 792 Einwohner gestiegen. Die Zahl war dann im Jahr 1964 auf 1.379 Einwohner, 1972 auf 1.829 und 1983 auf 2.090 gestiegen.
Damit hatte sich nach dem Zweiten Weltkrieg die komplette Struktur des Ortes verändert. Dies hatte enorme Auswirkungen auf die gesamte Infrastruktur wie Schulen, Wasser, Abwasser, Straßen, Sporteinrichtungen usw. Zeichen dieser Entwicklung sind der Bau der Erlöserkirche (Einweihung 1953), Neubau der Pfarrkirche St. Josef (1963) und Verlagerung des Pfarramtes von Ober- nach Unterköblitz, Schulverlagerung von Oberköblitz an die neu gebaute Waldschule in Unterköblitz (1957) usw.,